# Teenage Mutant Ninja Turtles (1990)
Teenage Mutant Ninja Turtles (bra: As Tartarugas Ninja; prt: Tartarugas Ninja) é um filme honcongo-estadunidense de 1990, dos gêneros ação, fantasia, romance e comédia, dirigido por Steve Barron, baseado na franquia Tartarugas Ninja.

## Sinopse
Nos esgotos de Nova York, quatro tartarugas e um rato se tornaram mutantes depois de entrar em contato com líquido radioativo mutagênico. O rato (Mestre Splinter) por ser mais sábio criou e educou as tartarugas. Ele era um rato mascote de um conhecedor de artes marciais e ensinou as tartarugas a arte do Ninjitsu. Quinze anos depois, uma onda de crimes impera em Nova York, uma misteriosa quadrilha, o Clã do Pé ( Ninjas Ladrões ) liderados pelo  terrível Destruidor são responsáveis por esses crimes. April O'Neil uma repórter televisiva é atacada quando investigava o Clã do Pé e é salva pelas Tartarugas. Depois que os Ninjas do Destruidor capturam o Mestre Splinter, as quatro Tartarugas se juntam a  April  e a Casey Jones para salvá -lo e derrotar o Clã do Pé e o Destruidor.

## Elenco
- Judith Hoag ... April O'Neil
- Elias Koteas ... Casey Jones
- Josh Pais ... Raphael
- David Forman ... Leonardo
- Michelan Sisti ... Michelangelo
- Leif Tilden ... Donatello
- James Saito ... Destruidor
- Kevin Clash ... Mestre Splinter
- Toshishiro Obata ... Tatsu
- Raymond Serra ... Chefe Sterns
- Michael Turney ... Danny Pennington
- Jay Patterson ... Charles Pennington